# Bob the Builder
Bob The Builder là bộ phim hoạt hình nhi đồng nhiều tập của Anh. Nhân vật chính trong phim là chàng thợ xây Bob. Các nhân vật khác hay xuất hiện là nữ cộng sự của Bob, các phương tiện xây dựng được nhân cách hóa và những người dân trong thị trấn nơi Bob sinh sống.
Bộ phim được phát sóng tại Anh từ năm 1999. Chương trình Playhouse Disney của kênh truyền hình cho nhi đồng The Disney Channel cũng mua bản quyền và phát sóng bộ phim này.
kära dagbok, jag älskade saga, men hon fick kille så fan ta henne, hon e fortfarande skitsnygg men men ja får helt enelt klara mej utan henne, 
Bài hát hay được thể hiện trong phim (bài hát của theme) là bài "Can we fix it?".
Mỗi tập phim là một dự án xây dựng và sửa chữa. Các nhân vật sẽ tranh cãi về phương án thực hiện, nhưng đều có sự thỏa hiệp và hợp tác để có phương án chung.

## Các nhân vật
- Bob the Builder: Chàng thợ xây con trai ông Robert và bà Dorothy, hay đội mũ cứng màu vàng, mặc áo yếm bò, thích sử dụng điện thoại di động, có câu nói nổi tiếng: "Can we fix it?" Khi Bob hỏi câu đó, các nhân vật khác sẽ đáp: "Yes we can".
- Wendy: Nữ cộng sự của Bob, thường làm việc tại văn phòng mặc dù cũng đôi khi tham gia công việc xây dựng, sửa chữa. Cô hay đội chiếc mũ cứng màu xanh da trời.
- Spud: con bù nhìn nhân cách hóa hay nói mấy câu: "OK, Farmer Pickles" và "Spud's on the job!".
- Farmer Pickles: Chủ của Spud, người hay làm nghề nông và hay giúp đỡ Bob và đội của anh.
- Scoop: Anh chàng máy xúc đào liên hợp màu vàng.
- Muck: Anh chàng xe ủi lai xe ben màu đỏ.
- Lofty: Anh chàng xe cần cẩu màu xanh da trời có tính cách hay thẹn thùng, thiếu tự tin.
- Dizzy: Cô máy trộn bê tông nghiêng màu cam.
- Roley: Anh chàng xe lu màu xanh lá cây.
- Zoomer: Anh chàng xe động cơ trượt tuyết màu xanh da trời sậm.
- Trix: Cô xe nâng màu tím.
- Benny: Anh chàng xe xúc lật màu màu hồng cánh sen.
- Travis: Anh chàng máy kéo màu ngọc lam.
- Scrambler: Anh chàng xe địa hình màu xanh dương nhũ.
- R.Vee: Anh chàng xe van chở hàng màu xanh dương.
- Scratch: Anh chàng máy xúc lật trượt màu xanh dương lợt.
- Tumbler: Anh chàng xe trộn bê tông màu cam lợt sọc xanh lá.
- Flex: Anh chàng xe nâng người màu vàng lợt.
- Bristle: Anh chàng xe quét đường màu bạc và xanh dương đậm.
- Gripper: Anh chàng xe tải cần cẩu màu cam đậm và xanh lá đậm.
- Splasher: Anh chàng xe hơi lội nước màu vàng và xanh dương.
- Scoot: Cô xe động cơ trượt tuyết màu vàng.
- Dodger: Anh chàng xe bán tải màu trắng và xanh dương.
- Jackaroo: Anh chàng xe bán tải màu xanh dương.
- Rubble: Anh chàng xe tải kéo màu vàng kim loại.